# Staffan Henriksson
Staffan Henriksson, född 1952, är en svensk arkitekt.
Staffan Henriksson utbildade sig till arkitekt vid Lunds tekniska högskola, där han tog examen 1980. Han arbetade som arkitekt bland annat på White och Berg arkitektkontor, och från 1991 i egen verksamhet. Han ritade bland annat Värmeverket i Södra Hammarbyhamnen i Stockholm. Han var också en drivande kraft bakom och redaktör för MAMA magasin för modern arkitektur.
Han var chef för Arkitekturskolan KTH i Stockholm 2000–2005, och blev 2005 utnämnd till rektor för en period av fyra år för Arkitektskolan Aarhus.